# (100161) 1993 TV28
(100161) 1993 TV28 es un asteroide perteneciente al cinturón de asteroides, descubierto el 9 de octubre de 1993 por Eric Walter Elst desde el Observatorio de La Silla, Chile.